# Sockerbrukspalatset, Rijeka
Sockerbrukspalatset (kroatiska: Palača šećerane) eller Sockerbrukets administrativa byggnad (Upravna zgrada Rafinerije šećera), tidigare i folkmun även känt under det italienska namnet "Zuccheriera" (Sockerskålen), är ett kulturmärkt palats och byggnad i Rijeka i Kroatien. Byggnaden invigdes år 1752 i dåvarande habsburgska Fiume (sedan år 1947 känt under sitt kroatiska namn Rijeka) och bär stildrag från barocken och nyklassicismen.
Sedan år 2017 pågår omfattande restaureringsarbeten med syfte att anpassa byggnaden för att från år 2020 rymma Rijekas stadsmuseum. Sockerbrukspalatset är beläget mittemot järnvägsstationen och bredvid Museet för modern och samtida konst i stadsdelen Brajda. 

## Historik
Den 1 oktober 1750 lät den habsburgska kejsarinnan Maria Teresia utfärda ett dekret med syfte att främja handeln i den habsburgska monarkin. Mot bakgrund av dekretet avsåg en branschförening från Antwerpen initialt etablera ett sockerbruk i Trieste men efter att ha erhållit tillstånd från monarkin ändrades planen och ett sockerbruk etablerades istället i Rijeka. Etableringen av sockerbruket var och är förknippat med Rijekas industriella utveckling och utvecklingen av sockerraffinering i habsburgska monarkin.
Med monarkins oktroj etablerades Triestes och Rijekas huvudhandelsbolag med syfte att bedriva sockerframställning i habsburgska riket. Det kejserliga tillståndet innebar att handelsbolaget fick flera privilegier. Det var bland annat befriat från att betala tull för det råsocker som importerades via Triestes och Rijekas hamn. Bolaget tilläts även bygga fartyg vid varven i Trieste och Rijeka och det material som användes vid fartygsbyggandet var befriat från alla skatter.
År 1750 inleddes uppförandet av en ny administrativ byggnad för sockerbruket. Den nya byggnaden (Sockerbrukspalatset) stod klart år 1752. Arkitekten bakom byggnaden tros vara ingenjören Francesco Saverio Bonome från Trieste. När palatset uppfördes låg det precis vid den dåvarande kustlinjen. Sedermera torrlades dock mark som utvunnits från havet framför palatset. År 1785 skadades byggnaden svårt i en brand. I den efterföljande restaureringen åren 1785–1786 som leddes av Andrea Menini fick byggnaden en interiör i barockstil med väggmålningar och stuckaturer. Sockerbruket var verksamt åren 1750–1826. Det gick därefter i konkurs.

## Arkitektur
Sockerpalatsets södra huvudfasad har en enkel nyklassicistisk utformning med tre monumentala halvcirkelformiga portiker. Den till synes symmetriska monotonin avbryts av fönstren på den första och andra våningen som har omväxlande triangulära och halvcirkelformiga krön. Byggnadens barockelement är mest framträdande i de slingrande linjer som finns på balkongen på den andra våningen. Till skillnad från byggnadens minimalistiska exteriör ger interiören med sin lekfulla anpassning av pelare och bågar samt frescomålningar och stuckaturer en pompös atmosfär.